# Fraunhofer Geschäftsbereich Vision
Der Geschäftsbereich Vision bei Fraunhofer ist ein Zusammenschluss von Einrichtungen der Fraunhofer-Gesellschaft zum Thema Bildverarbeitung und maschinelles Sehen. Die zentrale Geschäftsstelle befindet sich in Fürth. Sie ist die sichtbare Vertretung im Außenraum und dient potenziellen Interessenten und Kunden in allen Fragen als erste Anlaufstelle.

## Tätigkeit
Der Geschäftsbereich Vision bei Fraunhofer bündelt das Know-how der Fraunhofer-Institute im Bereich des maschinellen Sehens, der Bildverarbeitung und der optischen Mess- und Prüftechnik. Mit der klaren Ausrichtung auf die angewandte Forschung wird laut eigener Aussage die gemeinsame Zielsetzung verfolgt, neue Entwicklungen unter industriellen Bedingungen einsetzbar zu machen. Die beteiligten Partner tauschen Wissen und Erfahrung untereinander aus und kooperieren auch im Rahmen von Projekten.
Schwerpunkte sind die optische Vermessung und die automatische Inspektion für die Qualitätssicherung unter Einsatz verschiedener Prüftechniken wie 3D-Messtechnik, Röntgenmesstechnik und Wärmefluss-Thermographie.
Der Geschäftsbereich wurde 1997 gegründet und umfasst (Stand April 2020) 16 Fraunhofer-Institute.
Daneben konzipiert und organisiert der Geschäftsbereich Vision regelmäßig Technologiekongresse und Praxis-Seminare zu aktuellen Themenschwerpunkten sowie verbindende Marketing- und PR-Maßnahmen wie gemeinsame Messeauftritte oder Fachveröffentlichungen.

## Institute
Dem Geschäftsbereich Vision gehören folgende Institute an:
- Fraunhofer-Institut für Angewandte Optik und Feinmechanik (IOF)
- Fraunhofer-Institut für Fabrikbetrieb und -automatisierung (IFF)
- Fraunhofer-Institut für Holzforschung – Wilhelm-Klauditz-Institut (WKI)
- Fraunhofer-Institut für Integrierte Schaltungen (IIS)
- Fraunhofer-Institut für Optronik, Systemtechnik und Bildauswertung (IOSB)
- Fraunhofer-Institut für Intelligente Analyse- und Informationssysteme (IAIS)
- Fraunhofer-Institut für Produktionstechnik und Automatisierung (IPA)
- Fraunhofer-Institut für Produktionstechnologie (IPT)
- Fraunhofer-Institut für Physikalische Messtechnik (IPM)
- Fraunhofer-Institut für Techno- und Wirtschaftsmathematik (ITWM)
- Fraunhofer-Entwicklungszentrum Röntgentechnik (EZRT)
- Fraunhofer-Institut für Zerstörungsfreie Prüfverfahren (IZFP)
- Fraunhofer-Institut für Hochfrequenzphysik und Radartechnik (FHR)
- Fraunhofer-Institut für Nachrichtentechnik – Heinrich-Hertz-Institut (HHI)
- Fraunhofer-Institut für Digitale Medientechnologie (IDMT)
- Fraunhofer-Institut für Produktionsanlagen und Konstruktionstechnik (IPK)

Die Partner aus dem Hochschulbereich sind:
- Universität Rostock, Lehrstuhl für Allgemeine Elektrotechnik
- Hochschule Mainz, Institut für Raumbezogene Informations- und Messtechnik
- Jade Hochschule, Institut für Angewandte Photogrammetrie und Geoinformatik
- Fachhochschule Bochum, Fachbereich Mechatronik und Maschinenbau, Institut für Automatisierung/Labor für Informatik

Die Partner aus der Industrie sind:
- Sill Optics
- Bruker Alicona, Graz
- InfraTec GmbH
- Polytec GmbH
- Joanneum Research, Graz